# Leabua Jonathan
Joseph Leabua Jonathan (n. Leribe, Basutolandia, 30 de octubre de 1914 - f. Pretoria, Sudáfrica, 5 de abril de 1987) fue un Jefe tribal y político lesotense que fungió como Primer Ministro de Lesoto democráticamente electo entre 1965 y 1970, y como dictador del país bajo un estado de excepción entre 1970 y 1986.
Su partido, el Partido Nacional Basoto, obtuvo una ajustada victoria en las elecciones generales de 1965 y, al año siguiente, bajo el liderazgo de Jonathan, el país obtuvo su independencia como Reino de Lesoto. Tras la derrota del BNP ante su principal opositor, el Partido del Congreso de Basutolandia, en 1970, Jonathan se negó a entregar el poder a su sucesor, perpetuó un Autogolpe de Estado y disolvió el parlamento. La situación económica del país, y su complicada situación geopolítica (enclavado dentro de la Sudáfrica del apartheid), sumado a un bloqueo impuesto por dicho país debido al apoyo del gobierno lesotense al Congreso Nacional Africano, impulsaron finalmente un golpe militar contra Jonathan en enero de 1986. Falleció poco más de un año después, bajo arresto domiciliario.

## Biografía

### Primeros años
Nacido en Leribe, en la entonces colonia de Basutolandia, Jonathan era un Jefe menor, bisnieto del polígamo Rey Moshoeshoe I. Trabajó en una mina en Brakpan durante su juventud pero volvió a Basutolandia en 1937 para formar parte del gobierno local.

### Llegada al poder
En 1959, Jonathan se convirtió al catolicismo y fundó el Partido Nacional Basoto (en ese entonces Partido Nacional de Basutolandia). En las primeras elecciones directas, en 1960, el partido quedó en cuarto lugar. En las elecciones de abril de 1965, previas a la independencia, el partido de Jonathan obtuvo una ajustada mayoría absoluta (31 de 60 escaños) y pudo formar gobierno. De ese modo, Jonathan se convirtió en Primer Ministro de Lesoto, obteniendo formalmente la independencia del país como una monarquía parlamentaria, con Moshoeshoe II como Rey, el 4 de octubre de 1966. Los cargos ejecutivos del Alto Comisionado británico fueron transferidos al Primer Ministro.
Inicialmente, y a pesar de su oposición al apartheid, la situación geopolítica del país, un enclave dentro de Sudáfrica, el gobierno de Jonathan no pudo condenar fervientemente las acciones del gobierno sudafricano por la dependencia económica. Por lo tanto, mantuvo una posición neutralista y abogó por la paz y el diálogo. La oposición acusó constantemente a Jonathan de clientelismo, y de no favorecer deliberadamente una mayor independencia económica para Lesoto.

### Autogolpe y dictadura
En las elecciones generales de 1970, el principal partido opositor, el Partido del Congreso de Basutolandia, hizo campaña en contra de la "sudafricanización" del país y afirmó que buscaría alternativas para acercarse al Congreso Nacional Africano y otras organizaciones políticas anti-apartheid. Los sondeos realizados el 28 de enero demostraron que el BCP había obtenido 36 de los 60 escaños, mientras que el BNP había obtenido solo 23. Poco después del anuncio de los resultados, el 31 de enero, Jonathan se negó a entregar el poder, alegando "irregularidades" en la elección, declaró el estado de excepción y la disolución del parlamento, otorgándose poderes totales.
Durante su dictadura, Jonathan gobernó por decreto, estableció una organización paramilitar juvenil, y reprimió duramente a los partidos opositores. El Rey Moshoeshoe II mostró rechazo público a las acciones golpistas de Jonathan, por lo que inmediatamente después del Autogolpe debió exiliarse a los Países Bajos (aunque nominalmente continuó siendo jefe de Estado). En 1973, se formó una Asamblea Nacional Provisional dominada por el partido de Jonathan. Desde entonces, el Primer Ministro comenzó a distanciarse del gobierno sudafricano, y a tener acercamientos con el Congreso Nacional Africano, lo que le valió un bloqueo económico casi absoluto por parte del país vecino.
En 1985, Jonathan llamó a elecciones generales. Sin embargo, los partidos políticos alegaron que era imposible competir en aquellas circunstancias, y que era seguro que Jonathan cometería fraude. Como resultado, las elecciones se cancelaron y el BNP obtuvo todos los escaños por descarte. Finalmente, ese mismo año, Jonathan permitió el regreso del Rey al país.

### Caída
A mediados de la década de 1980, la situación del país era insostenible, en gran medida debido al bloqueo por parte de Sudáfrica, impuesto por los tratos entre Jonathan y el ANC. En diciembre de 1985, durante una alocución, el Primer Ministro declaró que preferiría morir que ver en el poder a la oposición. Días más tarde, el 20 de enero de 1986, las fuerzas armadas lideradas por Metsing Lekhanya perpetraron un golpe de Estado contra él, poniéndolo bajo arresto domiciliario en agosto de ese mismo año. Tan solo unos meses después, el 5 de abril, Jonathan murió a la edad de 72 años.